# Firma symulacyjna
Firma symulacyjna (nazywana też przedsiębiorstwem symulacyjnym, firmą treningową, wirtualnym przedsiębiorstwem, wirtualnym biznesem) – wirtualna firma działająca jak prawdziwe przedsiębiorstwo. Firma symulacyjna przypomina w swojej formie, organizacji i funkcjonowaniu prawdziwe przedsiębiorstwo. Każda firma handluje/prowadzi interesy z innymi firmami symulacyjnymi, stosując procedury handlowe zgodne z tymi obowiązującymi w ekonomicznym środowisku firm symulacyjnych.
Firma symulacyjna to przedsiębiorstwo zakładane przez uczniów/szkolących się z pomocą osoby wspierającej/trenera w celu podejmowania działań/czynności handlowych, dająca osobom szkolącym się możliwości nabycia umiejętności prowadzenia biznesu, a także uzupełnienia ich wiadomości teoretycznych o praktykę.
Praca w firmie symulacyjnej dostarcza osobom szkolącym się umiejętności i wiedzę niezbędną do zostania przedsiębiorcą lub znalezienia zatrudnienia po zakończonej praktyce w firmie symulacyjnej. Firmy symulacyjne, nie tylko kształtują umiejętności prowadzenia firmy wśród osób młodych (np. uczniów szkół średnich, policealnych), ale także wśród osób dorosłych (np.: pracowników, bezrobotnych, kobiet wracających do pracy, studentów, dorosłych z niepełnosprawnościami).
Chociaż nie ma tu faktycznego/rzeczywistego obrotu towarem i pieniędzmi, w firmie symulacyjnej dokonuje się natomiast inne operacje: dokonuje się zamówień, wystawia faktury oraz robi zestawienia finansowe.
Firma symulacyjna jest często wspierana przez przynajmniej jedno prawdziwe przedsiębiorstwo (firmę-matkę), którego produkty i działalność ta firma symuluje. Firmy patronackie dostarczają informacji na temat kwestii technicznych i zarządzania.
Firma symulacyjna bada rynek, reklamuje się, kupuje surowce, transportuje, magazynuje, planuje, wytwarza symulowany towar, sprzedaje symulowane produkty i usługi, płaci pensje, podatki itd.
Firma symulacyjna kształci następujące umiejętności:
- administracyjne
- komputerowe
- kadrowe
- marketingowe
- z zakresu kupna i sprzedaży
- z zakresu przedsiębiorczości
- z zakresu księgowości

Firma symulacyjna ma także kształcić umiejętności podejmowania inicjatyw, niezależności oraz dostarczać wiedzę jak założyć i prowadzić firmę. Praktykanci w firmie symulacyjnej uczą się pracować w grupie, brać odpowiedzialność za swoje działania, rozwijać umiejętności podejmowania inicjatywy oraz poprawiać swoje umiejętności zawodowe.
Handel z innymi firmami symulacyjnymi jest głównym komponentem idei kształcenia w firmie symulacyjnej. Firmy symulacyjne handlują ze sobą w zamkniętym środowisku ekonomicznym na ściśle określonych warunkach.
Międzynarodowa sieć firm symulacyjnych to EUROPEN (nazwa używana w Europie) lub PEN International (nazwa używana poza Europą).
Korzyści dla firm płynące z nauki w firmie symulacyjnej:
- dobrze wykształcona siła robocza
- redukcja kosztów związanych z rekrutacją
- redukcja okresu instalowania
- uniknięcie błędów związanych z zatrudnianiem pracowników
- efektywny system oceny
- dostarcza dobre możliwości PR
- daje firmom możliwości wspierania społeczeństwa w sposób praktyczny
- darmowe badanie produktu/rynku